# Pavol Rusko
Pavol Rusko, né le 20 août 1963 à Liptovský Hrádok, dans le nord de la Slovaquie (alors partie de la Tchécoslovaquie), est un homme d'affaires et homme politique slovaque. Il a notamment été l'un des propriétaires de la station de télévision privée Markíza et le chef du parti politique Alliance du nouveau citoyen (ANO).
Il est marié et père de deux enfants.

## Biographie
Pavol Rusko a fait des études de journalisme à l'université Comenius de Bratislava de 1981 à 1987.
Après avoir travaillé pour la télévision d'État de 1985 à 1994, il est en 1995 un des fondateurs de la chaîne de télévision privée TV Markíza, dont est directeur général jusqu'en 2000, puis président du conseil d’administration jusqu'en 2002.
En 2001, il fonde le parti politique Alliance du nouveau citoyen (ANO, Aliancia nového občana), qu'il préside jusqu'en 2007.
Il est élu en 2002 au parlement, le Conseil national slovaque, dont il est vice-président pendant un an avant de devenir jusqu'en 2005 Vice-Premier ministre, puis ministre de l'Économie dans le 2e gouvernement de Mikuláš Dzurinda. Après avoir été limogé de son poste, il redevient député en 2005.
Non réélu en 2006, il abandonne la vie politique active en 2007.
Pavol Rusko a été mêlé à différentes affaires politico-financières comme Kauza Gamatex (sk) (sur le contrôle de Markíza en 1997), la Kauza Zmenky (sk) (sur une affaire de lettre de change non honorée qui lui a coûté sa place au gouvernement en 2005) ou un détournement de destination en 2015 d'un bâtiment mis à disposition en 2002 d'une ONG engagée contre les violences faites aux femmes et aux enfants Maják nádeje.
En octobre 2017, il est accusé d'avoir commandité (sans succès) en 1997 le meurtre de son associée Sylvia Volzová avec laquelle il travaillait à Markíza. L'affaire s'est terminée par un non-lieu.
La police criminelle slovaque a accusé Rusko en mai 2019, d'avoir ordonné l'assassinat de Volzová, au sein d'un groupe mafieux local. Le plan n'a pas été mis en action. Comme la police l'a annoncé, trois autres hommes doivent être accusés de Rusko, qui aurait déjà préparé le meurtre à forfait. Après plus d’un an d’enquêtes, l’Unité des forces spéciales NAKA a saisi le parquet du procureur de Bratislava en vue de l’inculpation formelle de Rusko. Il est menacé de réclusion à perpétuité s'il est reconnu coupable.

## Crédit
- (sk)/(en) Cet article est partiellement ou en totalité issu des articles intitulés en slovaque « Pavol Rusko » (voir la liste des auteurs) et en anglais « Pavol Rusko » (voir la liste des auteurs).